# Municipio de Sni-A-Bar (condado de Lafayette)
El municipio de Sni-A-Bar (en inglés: Sni-A-Bar Township) es un municipio ubicado en el condado de Lafayette en el estado estadounidense de Misuri. En el año 2010 tenía una población de 7467 habitantes y una densidad poblacional de 52,97 personas por km².

## Geografía
El municipio de Sni-A-Bar se encuentra ubicado en las coordenadas 38°57′28″N 94°1′47″O / 38.95778, -94.02972. Según la Oficina del Censo de los Estados Unidos, el municipio tiene una superficie total de 140.96 km², de la cual 139.57 km² corresponden a tierra firme y (0.98%) 1.39 km² es agua.

## Demografía
Según el censo de 2010, había 7467 personas residiendo en el municipio de Sni-A-Bar. La densidad de población era de 52,97 hab./km². De los 7467 habitantes, el municipio de Sni-A-Bar estaba compuesto por el 95.78% blancos, el 0.86% eran afroamericanos, el 0.47% eran amerindios, el 0.27% eran asiáticos, el 0.03% eran isleños del Pacífico, el 0.42% eran de otras razas y el 2.18% pertenecían a dos o más razas. Del total de la población el 1.5% eran hispanos o latinos de cualquier raza.